# Die zwei Päpste
Die zwei Päpste ist ein Film von Fernando Meirelles, der Ende August 2019 im Rahmen des Telluride Film Festivals seine Weltpremiere feierte und am 20. Dezember 2019 in das Programm von Netflix aufgenommen wurde. In Deutschland erfolgte am 5. Dezember 2019 auch ein limitierter Kinostart. Der Film basiert auf dem Buch Die zwei Päpste: Franziskus und Benedikt und die Entscheidung, die alles veränderte von Anthony McCarten, der für die Verfilmung auch das Drehbuch schrieb. Der Film handelt vom überraschenden Rücktritt von Papst Benedikt XVI. im Jahr 2013 und der darauf folgenden Wahl des ersten Papstes aus Lateinamerika, Papst Franziskus.
Im Rahmen der Oscarverleihung 2020 erhielt Die zwei Päpste insgesamt drei Nominierungen, darunter Jonathan Pryce als bester Hauptdarsteller.

## Handlung
Nach dem Tod von Papst Johannes Paul II. im Jahr 2005 wird Jorge Mario Kardinal Bergoglio, Erzbischof von Buenos Aires, in den Vatikan gerufen. Beim darauf folgenden Konklave gilt Bergoglio als aussichtsreicher Kandidat, obwohl er selbst das Papstamt gar nicht anstrebt – anders als der Konservative Joseph Kardinal Ratzinger, der schließlich als Papst Benedikt XVI. aus dem Konklave hervorgeht. Weil er glaubt, dass die Kirche sich dadurch weiteren Reformen verschließen wird, plant Bergoglio, bald von seinem Bischofsamt zurückzutreten und wieder als einfacher Gemeindepriester zu arbeiten. Bilder von Benedikt werden gegengeschnitten mit dokumentarischem Material, in dem Befürworter und Gegner Ratzingers die Wahl des „Wachhund[es] des Glaubens“ kommentieren.
Sieben Jahre später wartet Bergoglio immer noch auf Antwort auf seine Rücktrittsschreiben. Daher bucht er einen Flug nach Rom. Dass ihn direkt nach der Buchung doch noch eine Einladung aus dem Vatikan erreicht, nimmt er als Zeichen Gottes. Benedikt XVI. hat zur gleichen Zeit mit der Vatileaks-Affäre zu kämpfen, in der vertrauliche Dokumente über die Vatikanbank und sexuelles Fehlverhalten einzelner Priester öffentlich werden. Man sieht ihn, wie er eine Kerze löscht und sich darüber wundert, dass der Rauch nach unten zieht.
In den Gärten von Castel Gandolfo, der päpstlichen Sommerresidenz, trifft Bergoglio auf Benedikt XVI. und bringt sein Rücktrittsgesuch vor. Benedikt lehnt strikt ab, da man den Rücktritt als Protest gegen seine Politik wahrnehmen könnte. Es entspinnt sich eine Diskussion über Tradition und Fortschritt, in deren Verlauf Benedikt Bergoglio Relativismus und Kompromisse vorwirft, während Bergoglio Veränderungen und Anpassungen an die Bedürfnisse der Gläubigen befürwortet. Er wirft dem Papst zudem vor, dass die Kirche nicht die richtigen Konsequenzen in Fällen von Kindesmissbrauch durch Priester gezogen habe (indirekt berührt er den konkret gegen Benedikt erhobenen Vorwurf, er habe als Erzbischof von München den Priester Peter Hullermann trotz wiederholter Missbrauchsvorfälle gedeckt und in der Seelsorge von Kindern eingesetzt). Benedikt droht daraufhin, Bergoglio die Priesterwürde zu entziehen.
Nach einem getrennt eingenommenen Abendessen treffen die beiden in einem Salon des Palasts zusammen. Bergoglio bringt wieder erfolglos sein Rücktrittsgesuch vor. Benedikt vertraut ihm an, dass er Schwierigkeiten habe, die Zeichen Gottes zu erkennen – so wie ihm das früher problemlos möglich war. Bergoglio erinnert sich in einer Rückblende an seine Berufung zur Priesterlaufbahn 1956, für die er seine Arbeit als Chemietechniker im Labor und seine Verlobte Amalia aufgegeben hatte. Als Benedikt XVI. etwas am Klavier spielt (Smetana, Zarah Leander) und seine Lieblingssendung (Kommissar Rex) vorführt, wird die Stimmung etwas gelöster. Benedikt gesteht, dass er sich oft einsam fühlt.
Am nächsten Morgen muss Benedikt XVI. wegen der Veröffentlichung des Enthüllungsbuches von Gianluigi Nuzzi dringend in den Vatikan zurück. Im Helikopter lehnt er zum dritten Mal das Rücktrittsgesuch ab. Bergoglio streift alleine durch Rom, schaut in einer Bar mit argentinischen Fußballfans ein Spiel der WM-Qualifikation. Am folgenden Morgen bestellt ihn Benedikt in die noch leere Sixtinische Kapelle. Das Thema des göttlichen Zeichens wird wieder aufgenommen: Benedikt berichtet vom absteigenden Kerzenrauch, den er als Zurückweisung durch Gott interpretiert (Anspielung auf Kains Opfer, 1. Mose 4,5). Die Tatsache, dass Bergoglio sein Flugticket schon vor der Einladung gekauft hat, sei ein weiteres göttliches Zeichen. Er teilt dem völlig perplexen Bergoglio mit, dass er vom Papstamt zurücktreten will. Er sei müde vom Kampf mit der Kurie und gesundheitlich angeschlagen. Nun, da er Bergoglio kennengelernt habe, fürchte er ihn auch nicht mehr als Nachfolger, sondern sehe eine solche Nachfolge eher als notwendige Korrektur.
Bergoglio hält dagegen, dass er nie Papst werden könne, weil er in der Zeit der Militärdiktatur in Argentinien zu große Schuld auf sich geladen habe. Als Provinzial der Jesuiten habe er im Versuch, den Orden zu schützen, nicht offen seine Stimme gegen die Militärs erhoben – wie etwa seine frühere Chefin Ester Ballestrino vor ihrer Verschleppung und Ermordung von ihm verlangt habe. Den zwei Jesuiten Franz Jalics und Orlando Yorio, die gegen seinen Willen ihre Armenmission weiterbetreiben wollten, habe er den Priesterstatus entzogen und damit ihre Verhaftung und Folter durch die Militärs ermöglicht.
In weiteren Rückblenden wird der weitere Werdegang Bergoglios geschildert: Zunächst wird er seiner Ordensämter enthoben und dient viele Jahre als Seelsorger in der Provinz Cordoba. Erst 1998 wird er aufgrund seiner sozialethischen Ideen vom damaligen Erzbischof von Buenos Aires, Antonio Quarracino, als Nachfolger aufgebaut. Er leistet weiter Arbeit unter den Ärmsten der Gesellschaft und lebt ein vorbildlich bescheidenes Leben. Dennoch verfolgt ihn der Zweifel. Benedikt ermahnt ihn, auf die göttliche Gnade zu vertrauen, und erteilt ihm die Absolution.
Vor den hereinströmenden Touristen ziehen sich die beiden in die Sakristei (die „Kammer der Tränen“) zurück, lassen sich von den Leibwächtern Pizza und Fanta bringen. Bergoglio erzählt, dass er sich mit Jalics habe versöhnen können, nicht aber mit Yorio, der ihn bis zu seinem Tod als Verräter angesehen habe. Nun verlangt Benedikt, dass ihm Bergoglio die Beichte abnimmt. Er bekennt sich schuldig, sich bereits als Kind in die Bücher und Gelehrsamkeit vergraben und dabei die Welt aus den Augen verloren zu haben. Als er beginnt, über die Missbrauchsvorwürfe gegen Pater Maciel zu sprechen, blendet der Ton aus (deutlich wird nur, dass Benedikt trotz klarer Tatsachen in diesem Fall unzureichende Konsequenzen gezogen hat). Schließlich bekräftigt er, dass er zurücktreten wolle, weil er die Stimme Gottes nicht mehr höre. Bergoglio tröstet ihn und spendet ihm seinerseits die Absolution.
Auf dem Weg nach draußen genießt Benedikt das ungewohnte Bad in der Menge erstaunter Touristen. Beim Abschied versucht Bergoglio, dem Papst noch einige Tangoschritte beizubringen. Im folgenden Jahr tritt Benedikt zurück. Aus dem Konklave geht Bergoglio als Papst Franziskus hervor. Seine ersten Schritte im Amt zeigen ihn als immun gegen Pomp und die Überheblichkeit. Er tritt für soziale Gleichheit ein und besucht Flüchtlinge auf Lampedusa. Teilweise mit dokumentarischem Material werden freundschaftliche Wiederbegegnungen der zwei Päpste gezeigt. Der Abspann setzt einen ironischen Schlusspunkt: Beide schauen gemeinsam das im Fernsehen übertragene Weltmeisterschaftsfinale 2014 Deutschland-Argentinien an, sie essen dabei Pizza und trinken Bier, Franziskus trägt den Fanschal seiner Lieblingsmannschaft in der Heimat und kommentiert temperamentvoll das Spiel. Als der deutsche Siegtreffer fällt, steigt der Rauch einer Kerze im Raum nach oben auf.

## Produktion
Regie führte der Brasilianer Fernando Meirelles, das Drehbuch schrieb Anthony McCarten. Das „verbotene Tagebuch“ eines anonymen Kardinals zum Konklave 2005, laut welchem Kardinal Bergoglio der stärkste „Konkurrent“ Ratzingers bei seiner Papstwahl gewesen sein soll, soll zudem mit einfließen. Im Drehbuch von Anthony McCarten ist erwähnt, wie Bergoglio, als sich seine Durchsetzung gegenüber Peter Turkson, Angelo Scola und Marc Ouellet beim Konklave 2013 andeutet, lange zögerte, seine Wahl zum Papst anzunehmen.
Anthony Hopkins übernahm die Rolle von Joseph Ratzinger, dem späteren Papst Benedikt XVI. Jonathan Pryce spielt seinen Nachfolger Papst Franziskus, der in jüngeren Jahren von Juan Minujín gespielt wird, als er noch Erzbischof und Kardinal Jorge Mario Bergoglio war. In weiteren Rollen sind Sidney Cole als Kardinal Peter Turkson, Lisandro Fiks als Pater Franz Jalics und Maria Ucedo als Esther Ballestrine zu sehen.
Joachim Kerzel leiht in der deutschen Synchronfassung Papst Benedikt seine Stimme, Lutz Riedel spricht Papst Franziskus.
Die Dreharbeiten fanden in Argentinien, Italien, Uruguay und Spanien statt.
Die Filmmusik komponierte Bryce Dessner, Mitglied der Rock-Band The National. Das Soundtrack-Album wurde am 6. Dezember 2019 von Milan Records als Download veröffentlicht.
Ende August 2019 wurde ein erster Trailer vorgestellt. Der Film feierte Ende August 2019 im Rahmen des Telluride Film Festivals seine Weltpremiere und wurde ab 9. September 2019 beim Toronto International Film Festival im Rahmen der Special Presentations gezeigt. Anfang Oktober 2019 wurde er beim London Film Festival vorgestellt. Am 27. November 2019 kam der Film in ausgewählte US-amerikanische und am 5. Dezember 2019 in ausgewählte deutsche Kinos bevor er am 20. Dezember 2019 in das Programm von Netflix aufgenommen wurde.

## Rezeption

### Kritiken
Der Film konnte bislang 89 Prozent aller Kritiker bei Rotten Tomatoes überzeugen und erhielt hierbei eine durchschnittliche Bewertung von 7,3 der möglichen 10 Punkte. Bei Metacritic erhielt der Film einen Metascore von 75 von 100 möglichen Punkten.
Sasha Stone von The Wrap schreibt, Die zwei Päpste erweise sich als einer der besten Filme des brasilianischen Regisseurs Fernando Meirelles, der in der Vergangenheit besonders mit Filmen wie City of God und Der ewige Gärtner in Erscheinung getreten war. Der Film sei sehr unterhaltsam, obwohl er zu einem Großteil aus Dialogen zwischen Papst Benedikt XVI. und Jorge Mario Bergoglio, dem späteren Papst Franziskus, bestehe, gespickt mit einigen Rückblenden in Bergoglios jüngere Jahre. Das Zusammenspiel der erfahrenen Schauspieler Anthony Hopkins und Jonathan Pryce und einige lustige Ideen im Drehbuch verwandelten das Ganze in etwas Herzerwärmendes und sogar Inspirierendes, etwa wenn die beiden Männer beispielsweise gemeinsam Fußball schauen und Bier trinken, statt sich ihren höheren Berufungen zu widmen. Sowohl Hopkins als auch Pryce veranschaulichten, worum es bei der Schauspielkunst wirklich geht, doch Pryce, der all die Jahre unter dem Radar geflogen sei, ohne jemals für seine großartige Arbeit mit einem Oscar ausgezeichnet worden zu sein, könne dies mit seiner Leistung leicht ändern. Er kenne diesen Papst Franziskus, den er spielt, so gut, dass er nie auch nur einen Moment aus der Rolle falle, und weil er wisse, dass alle ihn so sehr lieben, zeige er dem Zuschauer, warum er dies tut.
Britta Schmeis von epd Film meint, die Stärke des Filmes liege in erster Linie in den geistreichen und vor allem hochamüsanten Dialogen. Es sei ein wohlwollender Blick, den der Filmemacher auf diese beiden Männer wirft, so Schmeis: „Brisante Themen wie der massenhafte Kindesmissbrauch klingen zwar an, bleiben aber an der Oberfläche. Und trotzdem ist Meirelles' »Narrative Non-Fiction«, wie der Verlag die Literaturvorlage klassifiziert, ein in seiner Art kluges und sehr unterhaltsames Filmerlebnis. Es kann alles so gewesen sein, muss es aber nicht.“
Stephen Farber von The Hollywood Reporter schreibt, die Gespräche zwischen den beiden Männern seien völlig überzeugend, und auch wenn es keine Möglichkeit gebe zu wissen, was diese beiden sehr unterschiedlichen Männer wirklich gesagt haben, scheine der Gedankenaustausch zwischen ihnen, nach allem, was man über ihre Herkunft weiß, plausibel. Abwechselnd bissig, wild, zart und zerbrechlich zeige Hopkins seine Stärke in einer der lebendigsten Rollen seiner langen Karriere. Auch Farber verweist in seiner Kritik auf den oft unterschätzten Pryce, der sich mit Hopkins auf Augenhöhe befinde, und man werde nicht müde, die ausdrucksstarken Gesichter dieser beiden Meister zu betrachten. Da das Herzstück des Films in den Gesprächen zwischen diesen beiden Männern liege, sei es Meirelles’ Arbeit als Regisseur zu verdanken, dass der Film niemals statisch erscheine.
Christian Klosz schreibt auf Film plus Kritik, dass der Film auch für Menschen interessant sei, die sich mit dem eigentlichen Thema (katholische Kirche) ansonsten wenig beschäftigen. Sein Fazit: „Neben einigen dramaturgischen Schwächen ein gelungenes, überraschend humorvolles Kammerspiel, das die beiden sehr unterschiedlichen Persönlichkeiten Papst Benedikt und Jorge Bergoglio, der später Papst Franziskus werden sollte, gegenüberstellt. Großes Schauspielkino auf hohem Niveau, bei dem Jonathan Pryce knapp die Nase vorne hat.“
Der US-amerikanische Bischof Robert Barron äußert in seinem Beitrag „The One Pope“ Bedauern über die zu karikierende Darstellung von Papst Benedikt XVI. im Film. Er kritisiert, dass der Papst als ehrgeizig und karriereorientiert dargestellt wird, obwohl er Johannes Paul II. mehrmals seinen Rücktritt angeboten hatte. Ebenso wird der Papst als cholerisch dargestellt, obwohl er sanftmütig war. Schließlich wird der Papst als spirituell verloren beschrieben, obwohl seine Klarheit als Theologe bis zum Ende intakt blieb. Seiner Meinung nach ist der am wenigsten wahrscheinliche Teil des Films der, in dem Benedikt XVI. aufhört, die Stimme Gottes zu hören. Anstatt diese Leere durch noch mehr Steifheit zu verbergen, wie es seine konservative Psychologie gerne hätte, gibt er nun zu, sich auf Bergoglios Worte als Relais der Stimme Gottes zu verlassen.
Obwohl die französische römisch-katholische Tageszeitung La Croix eine „schädliche Unschärfe zwischen Fiktion und Realität“ bedauert, die die Zeitung mit einem Mangel an inhaltlicher Stringenz gleichsetzt, erkennt sie auch die ästhetischen und narrativen Qualitäten des Films an. Sie beschreibt den Film als einen, der „einen menschlichen und theologischen Dialog vorstellt, der viel spannender ist, als es den Anschein hat, und der durch das hochwertige Spiel der Schauspieler vorangetrieben wird“.

### Auszeichnungen (Auswahl)
British Academy Film Awards 2020
- Nominierung als Bester britischer Film
- Nominierung als Bester Hauptdarsteller (Jonathan Pryce)
- Nominierung als Bester Nebendarsteller (Anthony Hopkins)
- Nominierung für das Beste adaptierte Drehbuch (Anthony McCarten)

Camerimage 2019
- Auszeichnung mit dem Silbernen Frosch (César Charlone)[17][18][19]

Critics’ Choice Movie Awards 2020
- Nominierung als Bester Nebendarsteller (Anthony Hopkins)
- Nominierung für das Beste adaptierte Drehbuch (Anthony McCarten)

Golden Globe Awards 2020
- Nominierung als Bester Film – Drama (Fernando Meirelles)
- Nominierung für das Beste Drehbuch (Anthony McCarten)
- Nominierung als Bester Hauptdarsteller – Drama (Jonathan Pryce)
- Nominierung als Bester Nebendarsteller (Anthony Hopkins)

Hamptons International Film Festival 2019
- Auszeichnung mit dem Publikumspreis – Best Narrative Feature (Fernando Meirelles)[20]

Hollywood Film Awards 2019
- Auszeichnung mit dem Hollywood Screenwriter Award (Anthony McCarten)[21]

London Critics’ Circle Film Awards 2020
- Nominierung als Bester britischer Schauspieler (Jonathan Pryce)[22]

Oscarverleihung 2020
- Nominierung als Bester Hauptdarsteller (Jonathan Pryce)
- Nominierung als Bester Nebendarsteller (Anthony Hopkins)
- Nominierung für das Beste adaptierte Drehbuch (Anthony McCarten)

Satellite Awards 2019
- Nominierung als Bester Film – Drama
- Nominierung als Bester Nebendarsteller (Anthony Hopkins)
- Nominierung für das Beste adaptierte Drehbuch (Anthony McCarten)
- Nominierung für das Beste Kostümdesign (Luka Canfora)
- Nominierung für das Beste Szenenbild (Saverio Sammali und Mark Tildesley)

USC Scripter Awards 2020
- Nominierung als Beste Adaption (Anthony McCarten nach seinem Stück The Pope)[23]